# Саботажа производње тешке воде
Саботажа производње тешке воде је био низ акција које су предузели норвешки саботери током Другог светског рата у циљу спречавања немачког нуклеарног програма да добије тешку воду, коју су Немци могли искористити да створе нуклеарно оружје.

## Историја
1934. године,у Веморку,у Норвешкој, Норск Хyдро је саградио прву конвенционалну електрану која је била способна да производи тешку воду као нуспродукт у производњи ђубрива. Имала је капацитет од 12 тона годишње. Током Другог светског рата, Савезници су одлучили да склоне залихе тешке воде и униште електрану у којој се производи, како би успорили развој немачког нуклеарног програма. Напади су циљали 60МW јаку електрану на водопаду Рјукан у Телемарку, у Норвешкој.
Пре немачке инвазије Норвешке, 9. априла 1940, Деуxиèме Буреау (француска војна обавештајна служба), је преместила 185 кг тешке воде из електране у Веморку из, тада неутралне, Норвешке. Управник електране, Ауберт се сложио да позајми тешку воду Француској за време трајања рата. Французи су је тајно превезли у Осло, у Перт, Шкотску, и онда у Француску. Електрана је задржала капацитете да производи тешку воду и даље. Савезници су били и даље забринути да ће окупационе снаге искористити постројење за производњу тешке воде за развој нуклеарног оружја. Између 1940. и 1944. серија саботажа је предузета од стране норвешког покрета отпора, као и савезничког бомбардовања и осигурали су уништење електране и губитак произведене тешке воде. Ове операције-кодних назива: Гроусе, Фрешман, и Ганерсајд су успеле да онеспособе електрану за производњу ране 1943.

## Операције
У операцији Гроусе, британска Управа за специјалне операције (СОЕ), је успешно убацила 4 норвежана, као претходницу тима,у област  Хардангер Плато изнад електране, октобра 1942. Неуспешна операција Фрешман је изведена наредног месеца од стране британских падобранаца. Требало је да се они сусретну са норвежанима из операције Гроусе и да,заједно, наставе ка Веморку. Покушај је пропао када се једна једрилица срушила недалеко од циља, заједно са тегљачем, бомбардером Хендли Пејџ Халифакс. Други Халифакс се вратио у базу,а сви остали учесници су страдали, заробљени или испитивани и побијени од стране Гестапо-а.
У фебруару 1943, тим норвешких командоса, тренираних од стране СОЕ је успео да уништи производно постројење из другог покушаја, операција Ганерсајд. Операција Ганерсајд је, касније, оцењена од стране СОЕ, као најуспешнији акт саботаже у целом Другом светском рату. Ове акције су биле претходница савезничком бомбардовању. Немци су одлучили да прекину операцију производње тешке воде, a да све произведене количине преместе у Немачку. Норвешке снаге отпора су потопиле трајект, СФ Хајдро на језеру Тин, спречивши да тешка вода буде транспортована у Немачку. Сва бурад тешке воде се, и дан данас, налазе на дну језера Тин.